# Strangalia penrosei
Strangalia penrosei är en skalbaggsart som beskrevs av Hovore och Chemsak 2005. Strangalia penrosei ingår i släktet Strangalia och familjen långhorningar. Inga underarter finns listade i Catalogue of Life.